# 고등사범학교
파리 고등사범학교(프랑스어: École Normale Supérieure 에콜 노르말 쉬페리외르[*], 약칭 ENS)는 세계 명문대학교 중의 하나인 파리 과학인문학대학교(영어: PSL University 또는 PSL Research University, 프랑스어: Université PSL)의 자연과학계열 그랑제꼴이다. 에콜 상트랄 (파리), 에콜 폴리테크니크, 파리 국립광업학교, 국립고등교량도로학교와 더불어 프랑스의 최상위 그랑제꼴로 평가받는다.

## 역사
1794년 프랑스 혁명 기간에 설립되었다. 처음에는 혁명 이후 새롭게 도입된 공화주의 교육 시스템을 위한 교사를 양성하는 학교로 설립되었다. 1822년에 잠시 폐쇄되었다가, 1826년에 파리준비학교(École préparatoire de Paris) 이름으로 다시 문을 열었고, 1830년 원래의 이름으로 돌아왔다. 1845년부터 현재의 이름으로 불리게 되었다.(프랑스어: École normale supérieure, 약칭 ENS, Normale sup, Normale 또는 Ulm이라고도 불린다.)는 파리 5구에 위치한 보통 지역명 없이 그냥 ENS라고 하면 파리에 있는 ENS를 말한다.
중고등학교와 대학에서 연구와 교육에 종사하는 교사를 양성하는 게 목적이었다. 그러나 오늘날 이 학교는 여느 사범대학과 달리, 프랑스에서 가장 권위 있는 고등 교육 기관 중 하나로 그랑제콜에 속해 있다. 프랑스를 대표하는 저명한 학자를 무수히 배출하고, 프랑스에서 발생한 수많은 지적 운동의 발원지가 된 프랑스 지성의 상징이다.
전통적으로는 학석사 과정만 있었으나, 볼로냐 프로세스에 맞추어 2000년대 중반부터 공식적으로 기존의 학석사 과정을 포함해 전문 석사, 박사 학위를 수여한다. 학석사 및 전문석사 과정 교육은 14개의 학과가 담당하고, 박사 과정 교육 및 연구기능은 35개의 연구소가 담당한다.
학석사 과정 (DENS 디플롬 과정 - Diplôme de l’École normale supérieure) 은 한 해에 주로 20대 초반인 그랑제콜 준비반 졸업생을 대상으로 한 해 소수 정예로 선발하며 합격률은 0.8~1.5% 정도로 높은 경쟁률을 보인다. 학석사과정에 선발되어 입학한 학생들은 4-5년의 학,석사 재학기간 동안 1300 €의 급료를 받는 대신 재학 기간을 포함해서 10년 동안 공무원 신분으로 계약된다.
사회과학의 파리정치대학 (Sciences Po Paris), 행정계열의 국립행정학교(École nationale d'administration: ENA)와 함께 인문학과 자연학 계열의 고등사범학교(École Normale Supérieure: ENS)는 프랑스 특유의 엘리트주의와 폐쇄성으로 재계, 정계, 학계 세 분야의 고위직을 독식하다시피 해 이 세곳의 학교는 신분제, 귀족주의를 조장한다 하여 프랑스 언론을 통해 종종 풍자의 대상이 되기도 한다.
고등사범학교들의 파리 ENS는 유럽에서 가장 유명한 인문, 자연학 교육기관 중 하나이고 오늘날 ENS는 영국의 Times Higher Education 대학랭킹에 의해 유럽에서 두 번째 고등교육기관, 인문학과 자연학 계열에서 첫 번째 고등교육기관으로 선정되었다.
파리고등사범학교와 여성 고등사범학교 출신 졸업생 중 14명이 노벨상을 수상했고, 유수의 철학자, 저술가들을 배출하였다. 자연학 계열, 특별히 이론물리학과 이론수학 분야에 명성이 높아, 푸리에 급수로 알려진 조제프 푸리에, 함수 해석학의 로랑 슈바르츠 및 니콜라 부르바키로 불리는 수학자 그룹을 위시하여 4년마다 한번씩 수여되는 수학계의 노벨상이라 불리는 필즈상을 1994년부터 2006년까지 연속으로 당시 노르말리앙 수련과정에 있는 학생들이 연속으로 수상해 현대 이론 수학계에 큰 반향을 일으켰다.
인문학 계열에서는 철학분야에 강점을 보여 19세기 후반의 앙리 베르그송, 장 조레스, 에밀 뒤르켐의 생의 철학, 장폴 사르트르, 시몬 드 보부아르, 모리스 메를로퐁티, 루이 알튀세르, 시몬 베유 등의 실존주의 철학, 미셸 푸코, 자크 데리다, 펠릭스 가타리, 피에르 부르디외, 수전 손택 등 20세기 중후반부터 현재까지 포스트 모더니즘의 구조주의, 해체주의, 구별짓기 등 주요한 철학자, 저술가를 배출하였다. 20세기 프랑스 사회학을 대표하는 에밀 뒤르켐, 레몽 아롱, 피에르 부르디외, 역사학자이자 정치가인 장 조레스 등이  모두 이 학교를 졸업했다.

## 같이 보기
- 그랑제콜
- 피사 고등사범학교
- 분류:에콜 노르말 쉬페리외르 동문
- 국립행정학교
- 파리 경제 학교
- 상트랄 대학원 연합

## 참조
1. ↑  김덕영 (2019). 《에밀 뒤르케임 : 사회 실재로》. 도서출판 길. 31쪽.
2. ↑  “‘프랑스의 엘리트 공장’이 영어로 수업”. 주간조선. 2006년 2월 28일. 2017년 4월 7일에 원본 문서에서 보존된 문서. 2017년 4월 6일에 확인함.
3. ↑  이탈리아 피사, 베트남의 하노이, 코트디부아르의 아비장, 알제리의 알제, 콘스탄틴, 오랑, 모리타니의 누악쇼트, 튀니지의 튀니스, 마다가스카르의 안타나나리보, 프랑스에 4지역에 같은 이름의 ENS가 존재한다. Agence universitaire de la francophonie에 의하면 오늘날 전 세계에 20개 정도의 ENS가 존재한다.
4. ↑  THES 세계대학평가
5. ↑  김덕영(2019), 32쪽.